# Розмарі Декстер
Розмарі Декстер (італ. Rosemarie Dexter; 19 липня 1944 — 8 вересня 2010) — італійська акторка.

## Життєпис
Батько був англійцем, мати мала бірманське коріння. Наприкінці 1950-х з батьками переїхала до Європи і осіла в Римі. 
Дебютувала у фантастичній комедії Уго Грегоретті «Omicron» (Лючія, 1963). Виконала роль Джульєтти в екранізації п'єси Шекспіра «Ромео і Джульєтта» (1964, реж. Рікардо Фреда). Грала у фільмах відомих режисерів — Маріо Монічеллі, Серджіо Леоне, Луїджі Коменчіні, Руджеро Деодато, Хесуса Франко. 
З 1963 по 1976 роки виконала 35 ролей в кіно. Після 1976 року в кіно не знімалася.

## Фільмографія
- Omicron (1963)
- Oltraggio al pudore (1964)
- Desideri d'estate (1964)
- Giulietta e Romeo (1964)
- Casanova '70 (1965)
- Altissima pressione (1965)
- Per qualche dollaro in più (1965)
- Un uomo a metà (1966)
- Gente d'onore (1967)
- Per amore... per magia... (1967)
- Il sesso degli angeli (1967)
- El desperado (1967)
- Justine ovvero le disavventure della virtù (1968)
- I quattro del pater noster (1969)
- La mafia lo chiamava il Santo ma era un castigo di Dio (1969)
- Violenza al sole - Una estate in quattro (1970)
- Mio Mao - Fatiche ed avventure di alcuni giovani occidentali per introdurre il vizio in Cina (1970)
- Mazzabubù... Quante corna stanno quaggiù? (1971)
- I figli chiedono perché (1972)
- L'occhio nel labirinto (1972)
- L'ultimo uomo di Sara (1972)
- Sette ore di violenza per una soluzione imprevista (1973)
- Mio Dio, come sono caduta in basso! (1974)
- La minorenne (1974)
- Catene (1974)
- Povero Cristo (1975)
- Rapporto a tre (1976)